# 名荷村
名荷村（みょうがむら）は、1944年（昭和19年）まで広島県豊田郡にあった村。瀬戸田町ほかと合併して、新たな瀬戸田町となり、地方自治体としての歴史を閉じた。瀬戸田町は平成の大合併にて尾道市に編入合併しており、現在は尾道市の南の島しょ部にあたる。

## 地理
瀬戸内海のほぼ中央、芸予諸島の一島である生口島の北東部。海を隔てて、北に佐木島、北東に因島がある。西は北生口村と接する。背後の牡蠣山で東生口村と接し、その西の山地で南生口村と接していた。生口島の中では比較的山ふところ近くまで、園地が開発され、人家が点在している。

## 沿革
以下は村行政としての沿革に絞っており、地域の歴史については生口島の記事を参照。また、生口島での町村合併の歴史・沿革については瀬戸田町#略歴を参照。
- 1889年（明治22年）4月1日、町村制の施行により、豊田郡名荷村が単独で村制施行し、名荷村が発足[2][4]。
- 1944年（昭和19年）1月1日、豊田郡瀬戸田町、高根島村、北生口村と合併し、瀬戸田町が存続して廃止された[2][4]。

## 産業
- 農業、養蚕、除虫菊、足袋製造、製塩[2]